# كونراد دي لا فيوينت
كونراد دي لا فيوينت (بالإنجليزية: Konrad de la Fuente)‏ هو لاعب كرة قدم أمريكي، ولد في 16 يوليو 2000 في ميامي في الولايات المتحدة. شارك مع منتخب الولايات المتحدة تحت 20 سنة لكرة القدم. أما مع النوادي، فقد لعب مع نادي برشلونة، ويلعب حاليًا مع نادي أولمبيك مارسيليا الفرنسي.

## وصلات خارجية
- كونراد دي لا فيوينت على موقع الاتحاد الأوربي (الإنجليزية)
- كونراد دي لا فيوينت على موقع إي إس بي إن إف سي (الإنجليزية)
- كونراد دي لا فيوينت على موقع قاعدة بيانات كرة القدم.إي يو (الإنجليزية)
- كونراد دي لا فيوينت على موقع ليكيب (الفرنسية)
- كونراد دي لا فيوينت على موقع ناشيونال فوتبول تيمز (الإنجليزية)
- كونراد دي لا فيوينت على موقع Soccerbase.com (لاعب) (الإنجليزية)
- كونراد دي لا فيوينت على موقع Soccerway.com (الإنجليزية)
- كونراد دي لا فيوينت على موقع عالم كرة القدم.نت (الإنجليزية)
- كونراد دي لا فيوينت على موقع كووورة
- كونراد دي لا فيوينت على موقع AS.com (الإسبانية)